# Tidens gång
Tidens gång är en roman av Eyvind Johnson, utgiven 1955.
Det är en självbiografisk skildring som är en fristående fortsättning på romanen Romantisk berättelse. Handlingen utspelar sig i det samtida 1950-talet med tillbakablickar på författarens vistelser i Berlin och Paris på 1920-talet.